# الغزو الأوروغواياني
الغزو الأوروغواياني هي ظاهرة موسيقية في ستينات القرن العشرين مشابهة لظاهرة الغزو البريطاني، حيث أكتسبت فرق الروك من أوروغواي شعبية في الأرجنتين.

## مواقع خارجية
- The Beat Years
- The Uruguayan Invasion